# Jake Shears
Jason F. Sellards (Mesa, Arizona; 3 de octubre de 1978) conocido como Jake Shears, es un cantante estadounidense.

## Vida y carrera
Creció en el norte de Seattle, en la Isla de San Juan. Mientras vivía en San Juan asistió a la escuela Friday Harbor High School. Con 15 años se cambió a The Northwest School en Seattle, terminando su educación ahí. Asistió al Occidental Collage en Los Ángeles. Cuando Shears tenía 19 años, viajó a Lexington, Kentucky para visitar a sus amigos de clase, quiénes le presentaron a Scott Hoffman (Babydaddy), inmediatamente se hicieron amigos y un año después se mudaron a Nueva York.
Las primeras presentaciones de Shears incluyen la obra Narnia en 1993, dirigida por Fred Yockers.
En Nueva York, Shears asistió a Eugene Lang Collage, donde estudió escritura de ficción y fue compañero de clase de Travis Jeppesen y escribió artículos para la revista homosexual HX. Por un tiempo, Shears, quien es abiertamente homosexual, fue un personaje fijo en la escena Electroclash y gay de Nueva York.
En 2000, Shears también trabajó como crítico de música para la revista Paper.
Jake anunció en el Festival Glastonbury 2010 que se cumplían 6 años de que conoció a su novio (Chris). La expareja nunca se casó, y terminaron la relación de once años.
En 2018, presentó su primer disco en solitario titulado "Jake Shears", que contó como primer sencillo con la canción Creep City.

## Scissor Sisters
Shear y Hoffman formaron Scissors Sisters en el año 2001, tocando en varios clubs como Luxx, el corazón de la escena electroclash en Williamsburg, Brooklyn, donde Shears vivía. Después de varios años luchando en Nueva York (trabajando en la discográfica A Touch of Class), Scissors Sisters encontraron éxito en el Reino Unido y en Irlanda, su álbum fue el disco más vendido en el Reino Unido en 2004.
En los conciertos, Shears es conocido por sus movimientos de baile provocativos, trajes extravagantes y cercanos a la desnudez. (Durante los años que luchó para tener éxito en New York, frecuentemente ganaba dinero extra como un Go-Go dancer y como bailarín erótico en clubs para personas de orientación homosexual). Entre sus influencias musicales se encuentran ABBA, Blondie, David Bowie, Duran Duran, Roxy Music, The New York Dolls, Queen, Madonna, Paul McCartney, Pet Shop Boys, The Beatles y Dolly Parton. Él y su banda se han vuelto especialmente populares en la comunidad gay y lesbiana. El video para Filthy/Gorgeous fue dirigido por John Cameron Mitchell, a quien conoció en un grupo de personas de Radical Faerie.
Shears asistió a la despedida de soltero de Elton John antes de la ceremonia con David Furnish en 2005. John y Shears discutieron en “The Observer” en 2006.

## Otros créditos
En 2005, interpretó junto a Andy Bell la canción I Thought it Was You para el disco Electric Blue de Andy Bell.
Jake Shears ha colaborado con Tiga en las canciones “Hot in Herre”, “You Gonna Want Me” y en “What You Need” para el nuevo álbum de Tiga llamado “Ciao!” también con el músico finlandés de música House Luomo en el tema “If I Can’t”. También escribió con Babydaddy el éxito “I Believe in You” para Kylie Minogue y escribió junto a Calvin Harris la canción “Too Much” para el disco “Aphrodite” de Minogue.